# Addis (nome)
Addis  è un nome proprio di persona italiano femminile.

## Varianti
- Femminili: Adis, Addis Abeba[1], Aba[1]

## Origine e diffusione
Riprende il nome della città di Addis Abeba, la capitale dell'Etiopia, che significa "nuovo fiore" (dai vocaboli amarici አዲስ, addis, "nuovo", e አበባ, abäba, "fiore", "bocciolo").
Il suo uso come nome proprio è di ispirazione patriottica, avviatosi a metà degli anni 1930 con l'inizio della campagna d'Africa, insieme a quello di altri nomi quali Aba, Adua, Aden, Dogali e via dicendo. Ha altresì aiutato la diffusione anche il significato floreale, che accosta questo nome ad altri quali Iris, Rosa e Ortensia.

## Onomastico
Il nome è adespota, non essendovi sante che lo abbiano portato. L'onomastico può essere festeggiato il 1º novembre, in occasione di Ognissanti.